# Vas(III)-bromid
A vas(III)-bromid szervetlen vegyület, képlete FeBr3. Vörösbarna, szagtalan anyag, Lewis-sav katalizátorként használják aromás vegyületek halogénezéséhez. Vizes oldata savas kémhatású.

## Szerkezete, előállítása, alapvető tulajdonságai
Szilárd fázisban polimer szerkezetű, melyben hatos koordinációjú, oktaéderes vascentrumok találhatók. Bár a kereskedelemben olcsón beszerezhető, fémvas és bróm reakciójával is elő lehet állítani:
2 Fe + 3 Br2 → 2 FeBr3
200 °C hőmérséklet felett FeBr2 keletkezése közben bomlik:
2FeBr3 → 2FeBr2 + Br2
A vas(III)-klorid lényegesen stabilabb vegyület, ennek oka, hogy a klór a brómnál erősebb oxidálószer. A FeI3 nem stabil, a vas(III) oxidálja a jodidionokat.

## Felhasználása
A szerves kémiában esetenként oxidálószerként alkalmazzák, például alkoholok ketonná történő átalakításához. Az aromás vegyületek brómozásához Lewis-sav katalizátorként használják, melyhez gyakran in situ állítják elő.

## Lásd még
- vas(II)-bromid, a vas alacsonyabb oxidációs fokú bromidja

## Fordítás
Ez a szócikk részben vagy egészben  az   Iron(III) bromide című angol Wikipédia-szócikk ezen változatának fordításán alapul.  Az eredeti cikk szerkesztőit annak laptörténete sorolja fel. Ez a jelzés csupán a megfogalmazás eredetét és a szerzői jogokat jelzi, nem szolgál a cikkben szereplő információk forrásmegjelöléseként.